# Bab El Oued

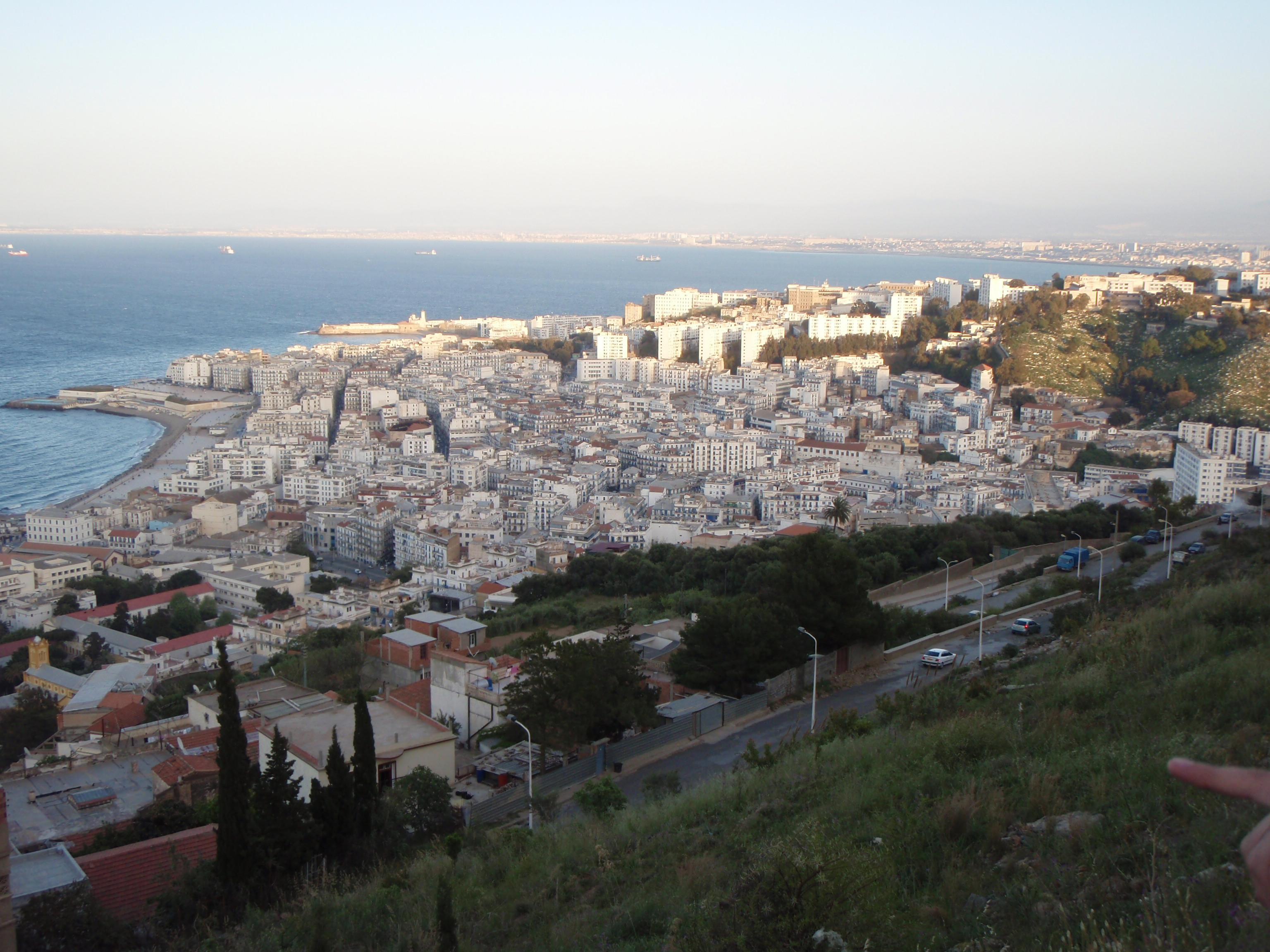
Bab El Oued 2008

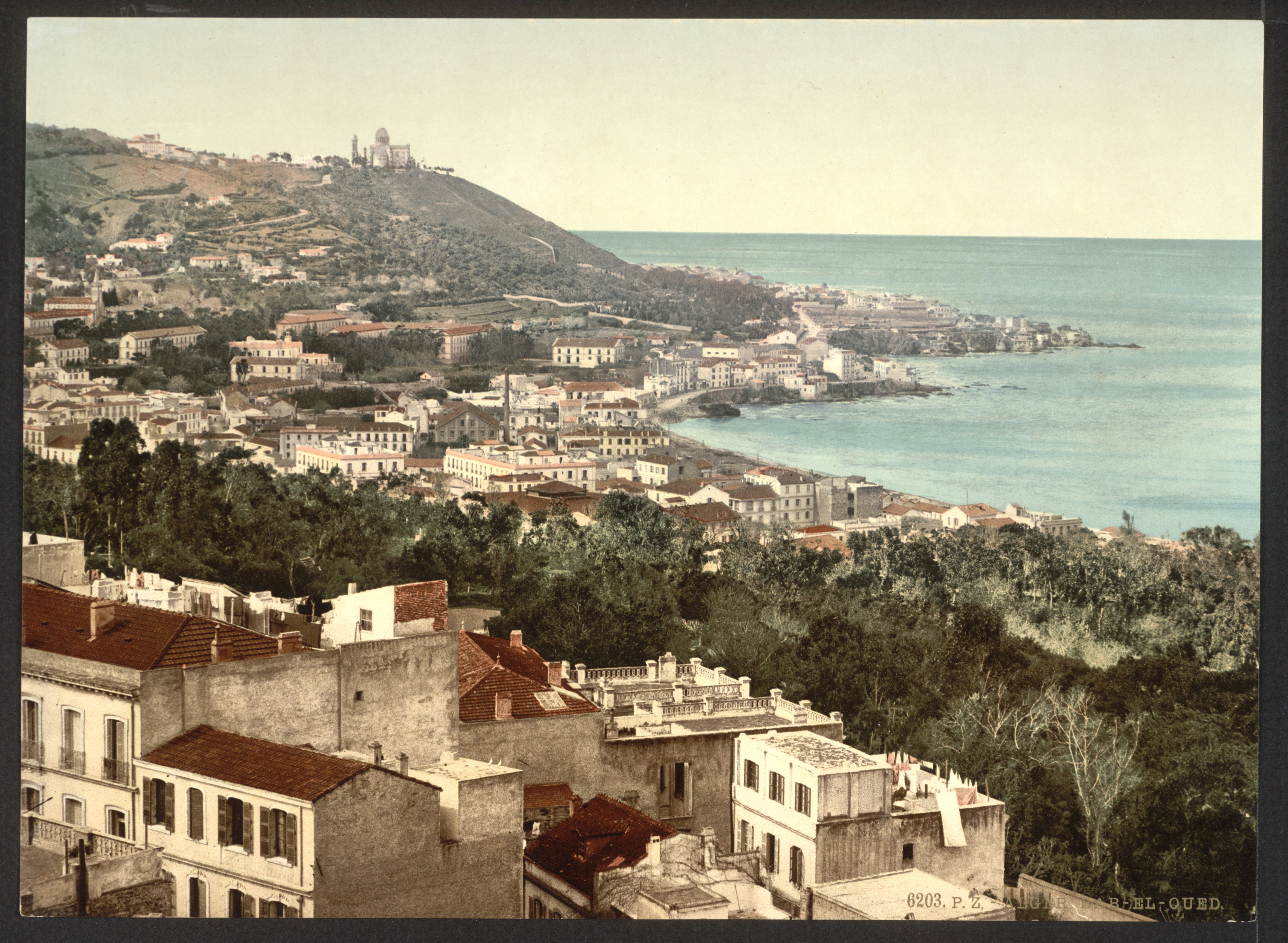
Bab El Oued um 1899

Bab El Oued (arabisch باب الوادي, DMG Bāb al-Wādī; berberisch ⴱⴰⴱ ⵍⵡⴰⴷ) ist ein Stadtteil der algerischen Hauptstadt Algier mit etwa 60.000 Einwohnern.

## Lage
Der Stadtteil liegt im westlichen Teil der Bucht von Algier und grenzt im Nordosten direkt ans Mittelmeer.

## Geschichte
Bab El-Oued bedeutet im Deutschen „Flusstor“ und war zu Zeiten der Osmanischen Herrschaft von Seeseite eines der Stadttore von Algier.
Während der französischen Kolonialherrschaft war es vorwiegend Siedlungsgebiet der Pied-noirs bzw. der sogenannten Algerienfranzosen. Gegen Ende des Algerienkrieges war der traditionell von Angehörigen der europäischen Arbeiterklasse bewohnte Stadtteil eine Hochburg der Organisation de l’armée secrète (OAS). Im Rahmen der Schlacht von Bab El Oued wurde der Stadtteil im März 1962 durch die Gendarmerie nationale weitestgehend von OAS-Angehörigen befreit. Nach der Unabhängigkeit Algeriens verließen die Pied-noirs Algerien und der Stadtteil wurde von algerischen Muslimen besiedelt. Der Priester Abbé Scotto verurteilte die Aktionen der OAS, diese habe die Seele seines Volkes vergewaltigt. Scotto machte die OAS für dessen Entwurzelung verantwortlich.
Im Oktober 1988 brachen, unter anderem aufgrund eines Mangels an Grundnahrungsmitteln, von Bab El Oued Proteste und zunächst unkontrollierbare Demonstrationen und soziale Unruhen aus, die sich in kurzer Zeit über Algier und das nördliche Algerien ausbreiteten. Während der Unruhen wurde eine große Anzahl staatlicher Infrastrukturen sowie Autos und Geschäfte zerstört. Erst der Einsatz des algerischen Militärs mit allein etwa 10.000 Soldaten in Algier und eine Belagerung beendete die Unruhen. Darauf folgend entwickelte sich der Stadtteil zu einer Hochburg der Islamischen Heilsfront (FIS).
Im November 2001 war Bab El Oued nach schweren Regenfällen von einer Überschwemmung betroffen, bei der etwa 700 Menschen starben.

## Sehenswürdigkeiten

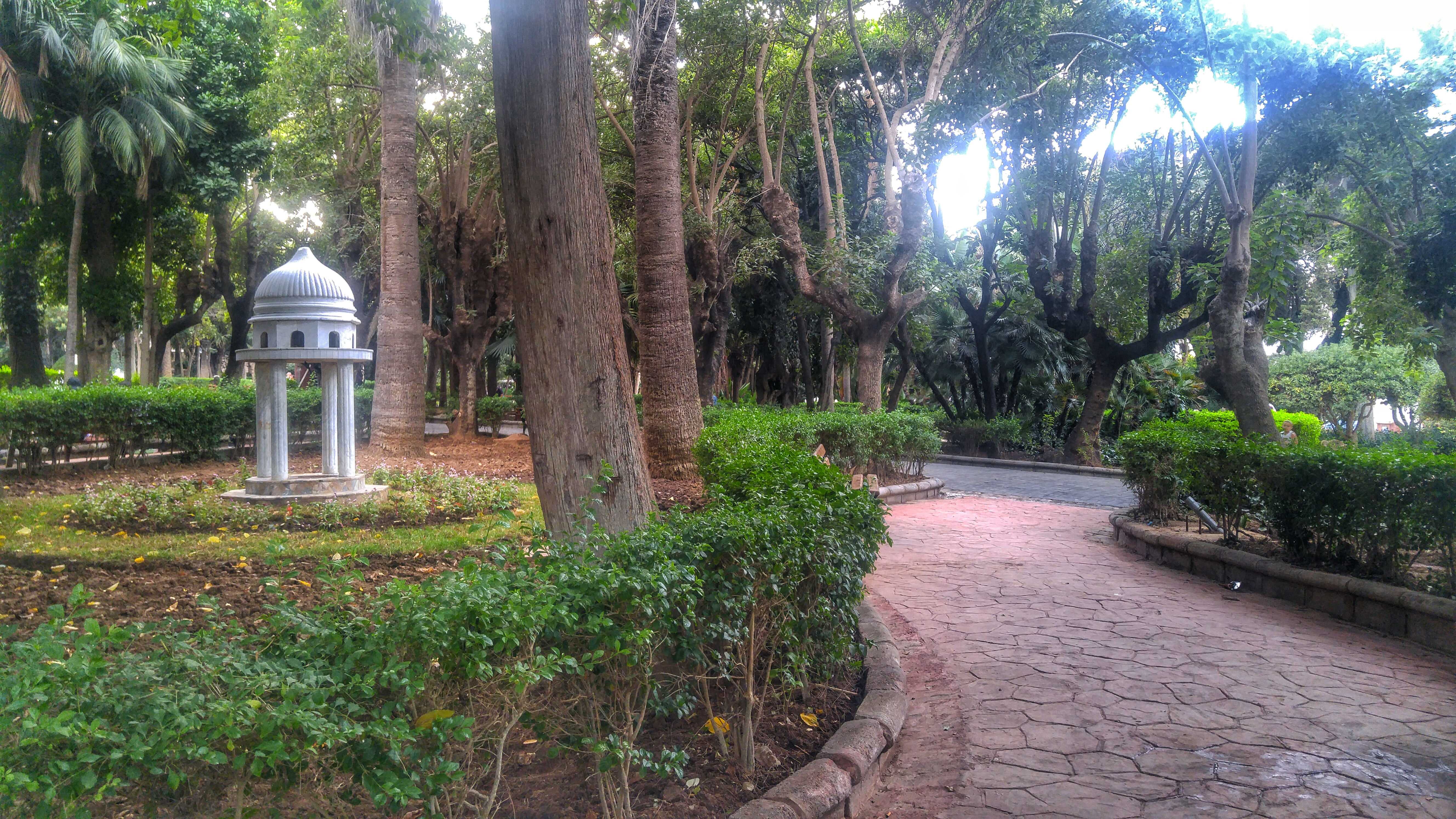
Teil des Jardin de Prague im Jahr 2018

In Bab El Oued befindet sich der 1832 von algerischen Kriegsgefangenen des französischen Militärs angelegte und 2019 nach umfangreichen Sanierungsarbeiten wiedereröffnete Jardin de Prague (Prager Garten). In den 1990er Jahren befand sich in dem Stadtteil der bekannteste Markt von Algier.

## Bevölkerungsentwicklung
- 1987: 105.374
- 1998: 057.557
- 2000: 099.152
- 2008: 064.732

## Söhne und Töchter
- Sofia Boutella (* 1982), Tänzerin und Schauspielerin
- Dida Diafat (* 1970), Muay-Thai-Kämpfer
- Djamel Keddou (1952–2011), Fußballspieler und -trainer
- Baya Rahouli (* 1979), Leichtathletin

## Trivia
Im Französischen wird mit dem Ausdruck „Bab El Oued“ ein weit entfernter Ort bezeichnet. Die Bedeutung entspricht etwa dem zumeist in Berlin genutzten Begriff jwd.